# Filmjahr 1899
Liste der Filmjahre

◄◄ | ◄ | 1895 | 1896 | 1897 | 1898 | Filmjahr 1899 | 1900 | 1901 | 1902 | 1903 | ► | ►►

Weitere Ereignisse

## Ereignisse
- Der britische Regisseur George Albert Smith, der der Schule von Brighton zugehörig ist, dreht den Kurzfilm The Kiss in the Tunnel. Der Film, in dem erstmals die Technik des Phantom Ride angewandt wird, ist auch eine Hommage an den Film The Kiss aus dem Jahr 1896.
- Der Stummfilm Cléopâtre von Regisseur Georges Méliès ist einer der ersten Horrorfilme.
- Der Stummfilm King John von William K. L. Dickson gilt als erster Film mit einem Shakespeare-Sujet.

## Geboren

### Januar bis März

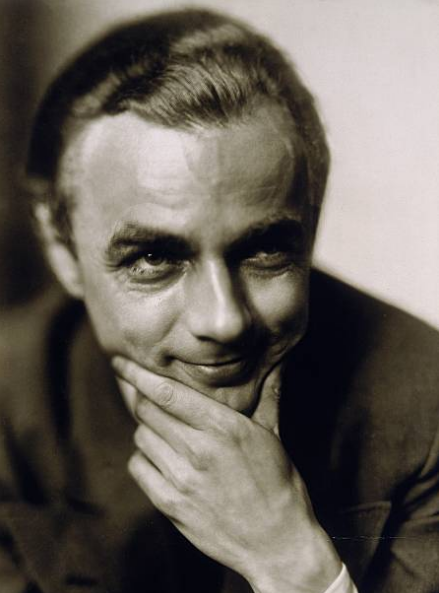
Erich Kästner

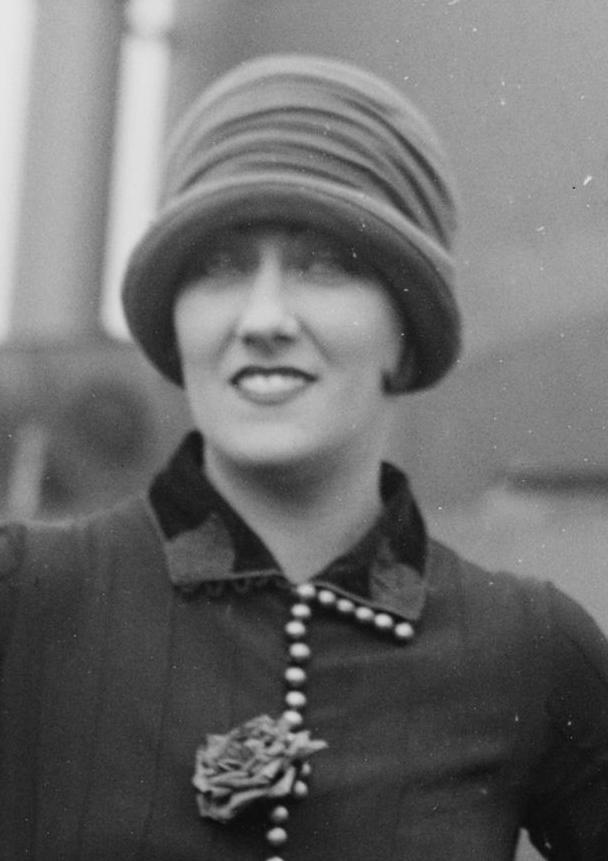
Gloria Swanson

- 03. Januar: Adolf Ziegler, deutscher Schauspieler († 1985)
- 10. Januar: John J. Mescall, US-amerikanischer Kameramann († 1962)
- 13. Januar: Lew Kuleschow, russischer Regisseur († 1970)

- 04. Februar: Fay Marbe, US-amerikanische Schauspielerin († 1986)
- 06. Februar: Franziska Liebing, deutsche Schauspielerin († 1993)
- 11. Februar: Sepp Ketterer, deutscher Kameramann († 1991)
- 12. Februar: Edward L. Cahn, US-amerikanischer Regisseur († 1963)
- 15. Februar: Georges Auric, französischer Komponist († 1983)
- 15. Februar: Gale Sondergaard, US-amerikanische Schauspielerin († 1985)
- 18. Februar: Mervyn Johns, britischer Schauspieler († 1992)
- 16. Februar: Kurt Lieck, deutscher Schauspieler und Hörspielsprecher († 1976)
- 23. Februar: Erich Kästner, deutscher Schriftsteller und Drehbuchautor († 1974)
- 23. Februar: Norman Taurog, US-amerikanischer Regisseur († 1981)
- 27. Februar: Ian Keith, US-amerikanischer Schauspieler († 1960)

- 06. März: Jay C. Flippen, US-amerikanischer Schauspieler († 1971)
- 07. März: Werner Hochbaum, deutscher Regisseur († 1946)
- 07. März: Harry Hermann Spitz, deutscher Dirigent und Orchesterleiter († 1961)
- 27. März: Gloria Swanson, US-amerikanische Schauspielerin († 1983)

### April bis Juni

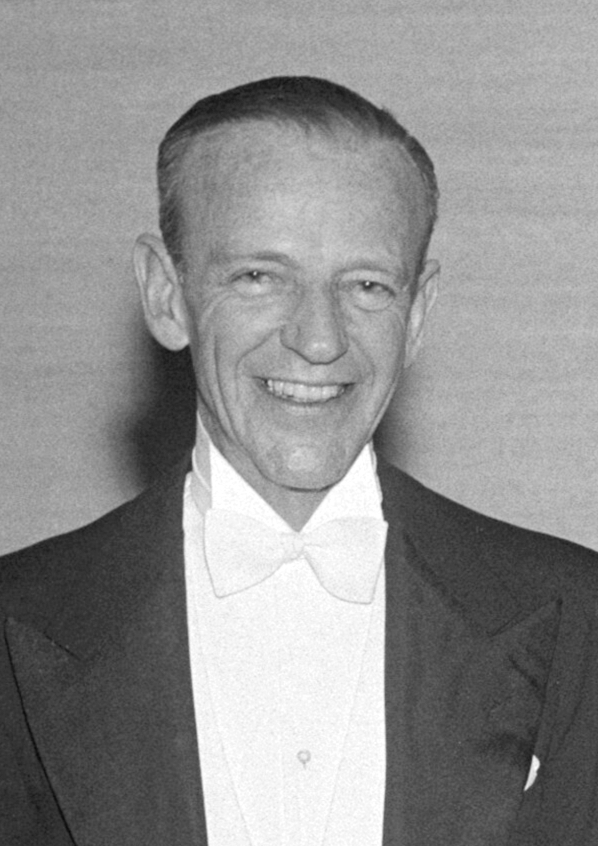
Fred Astaire

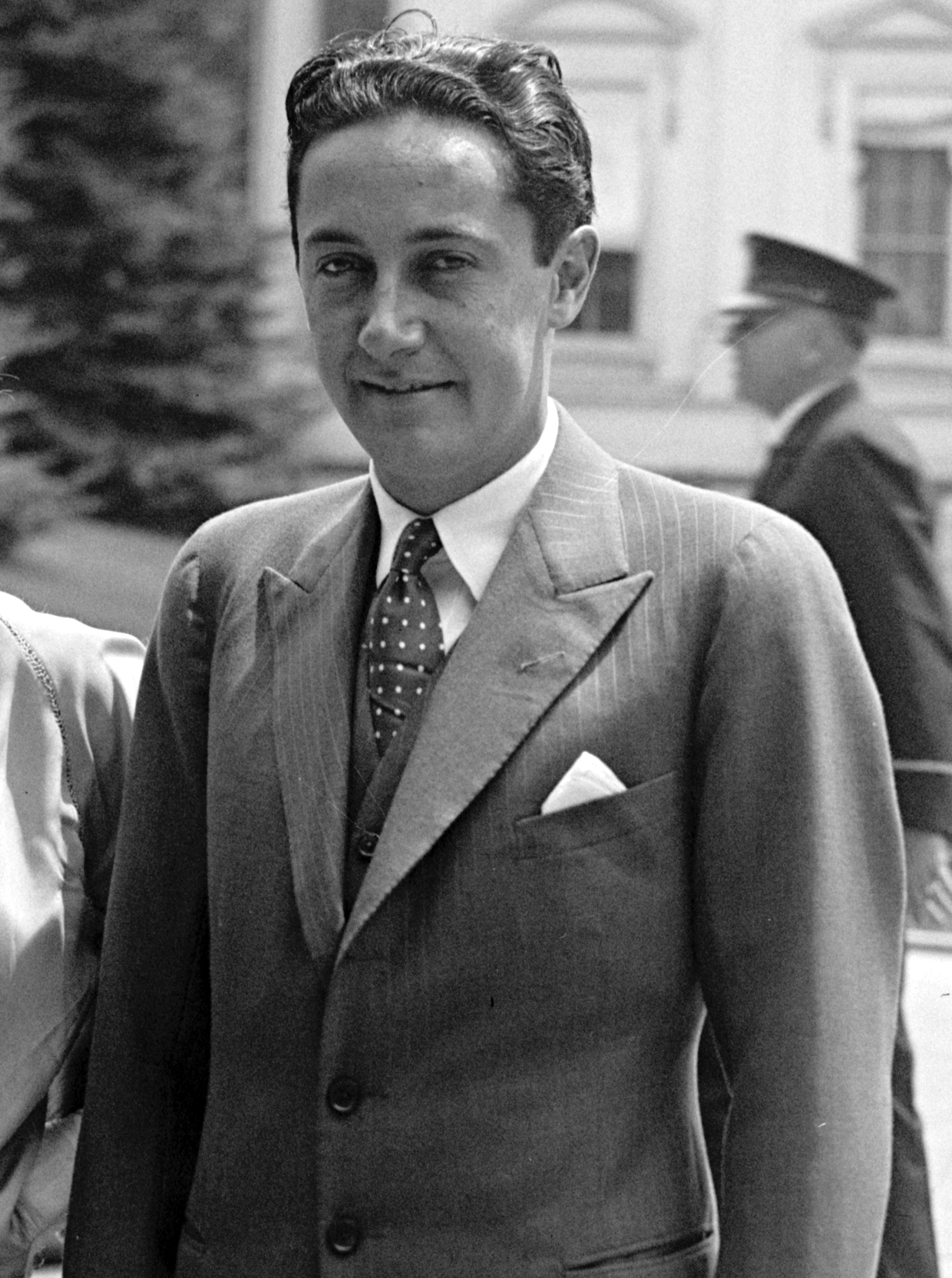
Irving Thalberg

- 02. April: Franz Bi, deutscher Filmarchitekt († 1968)
- 15. April: Curtis Bernhardt, deutscher Regisseur († 1981)
- 22. April: Byron Haskin, US-amerikanischer Filmregisseur, Kameramann und Filmproduzent († 1984)
- 30. April: Lucie Mannheim, deutsche Schauspielerin († 1976)

- 03. Mai: Aline MacMahon, US-amerikanische Schauspielerin († 1991)
- 10. Mai: Fred Astaire, US-amerikanischer Tänzer, Choreograf, Sänger und Schauspieler († 1987)
- 10. Mai: Karl Hartl, österreichischer Regisseur († 1978)
- 20. Mai: Paul Kemp, deutscher Schauspieler († 1953)
- 30. Mai: Irving Thalberg, US-amerikanischer Produzent († 1936)

- 02. Juni: Lotte Reiniger, deutsche Scherenschnittkünstlerin, Silhouetten-Animationsfilmerin und Buchillustratorin († 1981)
- 04. Juni: Stringer Davis, britischer Schauspieler († 1973)
- 13. Juni: Axel Bakunts, armenischer Schriftsteller und Drehbuchautor († 1937)
- 30. Juni: Madge Bellamy, US-amerikanische Schauspielerin († 1990)

### Juli bis September

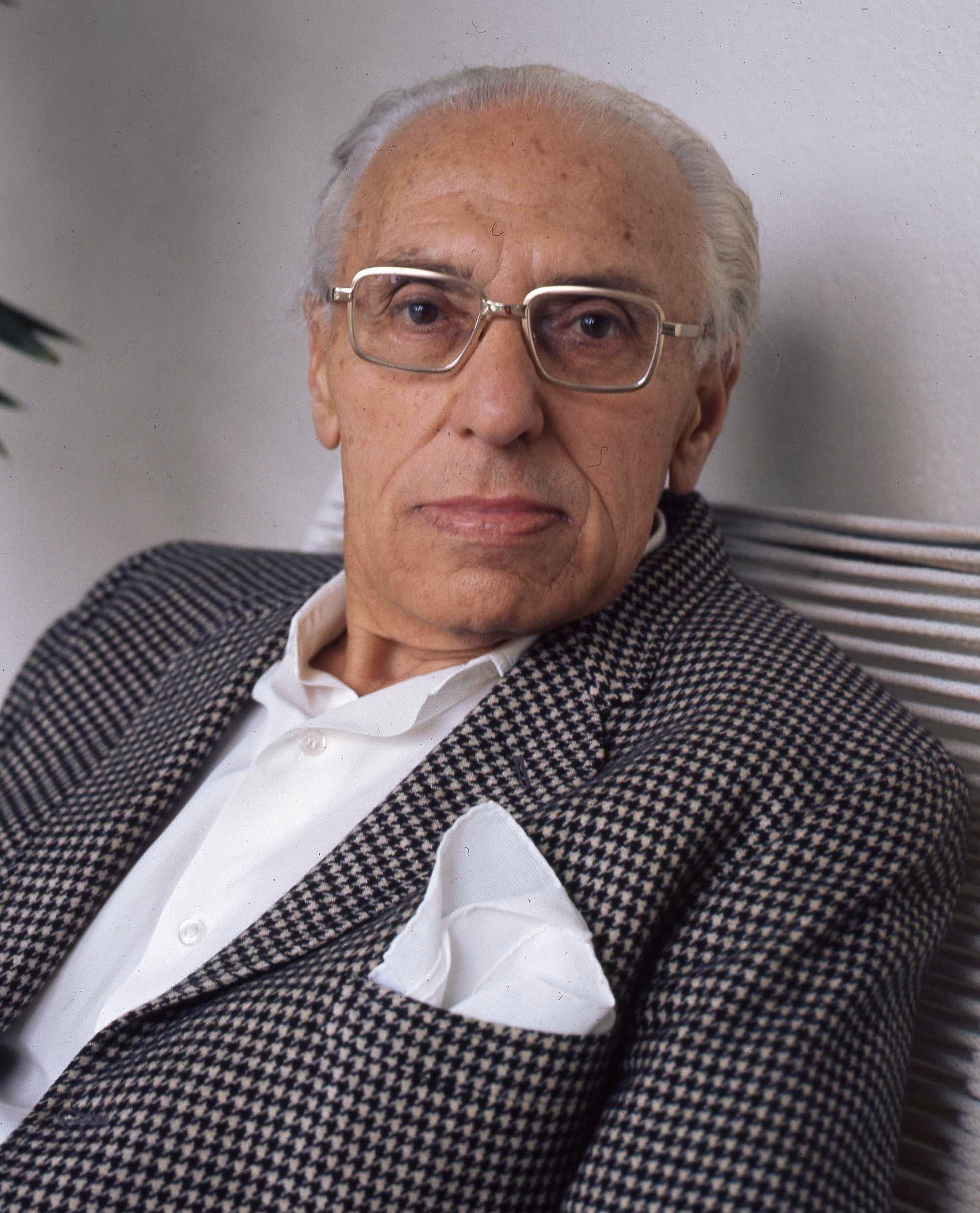
George Cukor

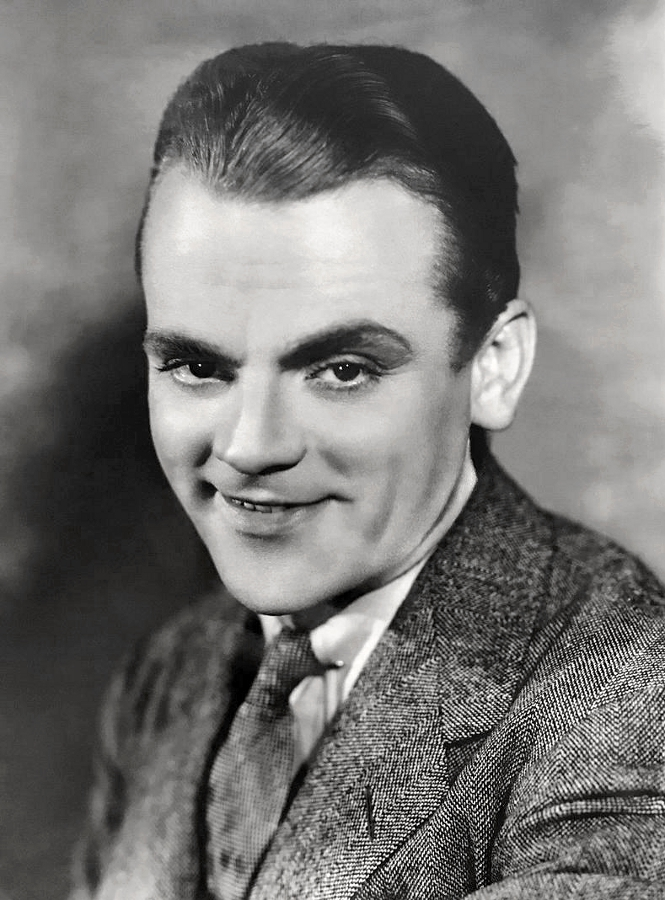
James Cagney

- 07. Juli: George Cukor, US-amerikanischer Regisseur († 1983)
- 17. Juli: James Cagney, US-amerikanischer Schauspieler († 1986)
- 21. Juli: Ernest Hemingway, US-amerikanischer Schriftsteller und Drehbuchautor († 1961)
- 24. Juli: Alice Terry, US-amerikanische Schauspielerin († 1986)
- 27. Juli: Charles Vidor, ungarischer Regisseur († 1959)

- 02. August: Charles Bennett, US-amerikanischer Drehbuchautor († 1995)
- 13. August: Alfred Hitchcock, britischer Regisseur († 1980)
- 17. August: Luigi Giacosi, italienischer Schauspieler, Drehbuchautor und Regisseur († 1975)
- 24. August: Giuseppe Amato, italienischer Regisseur († 1964)
- 28. August: Charles Boyer, französischer Schauspieler († 1978)
- 28. August: James Wong Howe, US-amerikanischer Kameramann († 1976)
- 29. August: George Macready, US-amerikanischer Schauspieler († 1973)

- 08. September: May McAvoy, US-amerikanische Schauspielerin († 1984)
- 09. September: Neil Hamilton, US-amerikanischer Schauspieler († 1984)
- 14. September: Sam Spewack, US-amerikanischer Dramaturg und Drehbuchautor († 1971)
- 17. September: Alexandra Sorina, russische Schauspielerin († 1973)
- 18. September: Ida Kamińska, polnische Schauspielerin († 1980)
- 22. September: Veit Harlan, deutscher Regisseur († 1964)

### Oktober bis Dezember

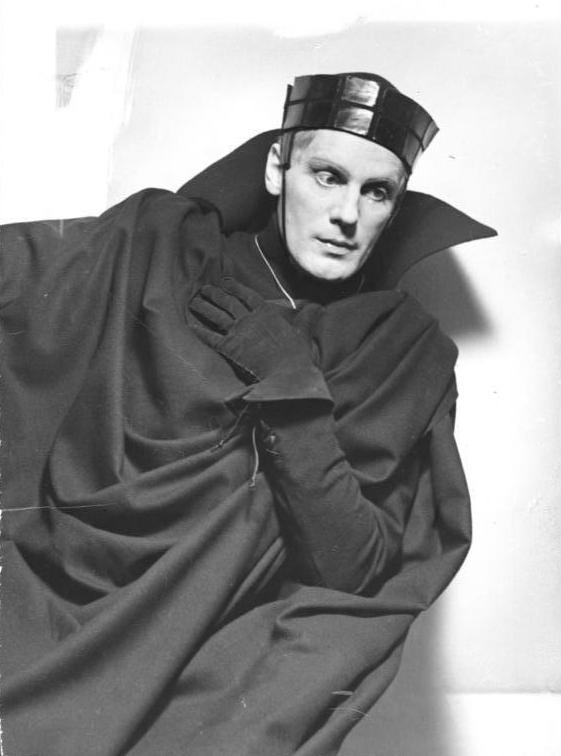
Gustaf Gründgens

- 20. Oktober: Evelyn Brent, US-amerikanische Schauspielerin († 1975)
- 25. Oktober: Armand Thirard, französischer Kameramann († 1973)
- 29. Oktober: Akim Tamiroff, georgisch-amerikanischer Schauspieler († 1972)

- 04. November: Blandine Ebinger, deutsche Schauspielerin († 1993)
- 06. November: Francis Lederer, tschechischer Schauspieler († 2000)
- 09. November: Frank McDonald, US-amerikanischer Autor, Regisseur, Schauspieler und Kameramann († 1980)
- 11. November: Pat O’Brien, US-amerikanischer Schauspieler († 1983)
- 17. November: Douglas Shearer, US-amerikanischer Film- und Tontechnikpionier († 1971)

- 08. Dezember: John Qualen, kanadischer Schauspieler († 1987)
- 09. Dezember: Frank Wisbar, deutscher Regisseur († 1967)
- 12. Dezember: Floyd Crosby, US-amerikanischer Kameramann († 1985)
- 22. Dezember: Gustaf Gründgens, deutscher Schauspieler und Regisseur († 1963)
- 25. Dezember: Humphrey Bogart, US-amerikanischer Schauspieler († 1957)